# Hieronymus Troger
Hieronymus II. Troger (* 11. September 1623 in Altdorf; † 9. März 1684 in Muri) war ein Schweizer Benediktinermönch. Von 1674 bis zu seinem Tod war er Abt des Klosters Muri in den Freien Ämtern (im heutigen Kanton Aargau).
Sein Vater Kaspar Roman Troger war Landeshauptmann und Landammann von Uri, seine Mutter hiess Anna Maria Imhof. 1640 legte Troger die Profess ab, 1647 folgte die Priesterweihe. Nachdem die Abtei die Herrschaft Klingenberg im Thurgau erworben hatte, war er ab 1652 als erster benediktinischer Pfarrer im Dorf Homburg tätig. Fünf Jahre später übernahm er zusätzlich das Amt des Statthalters von Klingenberg. Als Abt Fridolin I. Summerer 1673 schwer erkrankte, übernahm Troger die Verwaltung des Klosters Muri. Am 22. August 1674 wurde er zu Summerers Nachfolger gewählt. Im Auftrag der Schweizerischen Benediktinerkongregation führte er ab 1676 fünf Jahre lang Visitationen durch, 1680/81 war er als einziger Abt von Muri oberster Visitator. Auf seine Einladung hin stattete der Bussprediger Marco d’Aviano Muri einen Besuch ab. Troger liegt in der Leontiuskapelle der Klosterkirche begraben.